# Річкові монітори типу «Пара»
Річкові монітори типу «Пара» (порт. Classe Pará)  — шість броньованих моніторів з корпусом з дерева, названих на честь бразильських штатів та побудованих для військово-морських сил Бразилії під час Війни Потрійного Альянсу наприкінці 1860-х. Перші три побудованих кораблі, Pará, Alagoas та Rio Grande, брали участь у прориві повз Умаїту у лютому 1868. По тому решта кораблів приєдналася до ескадри і всі вони надавали вогневу підтримку сухопутним силам до завершення війни. Після завершення бойових дій кораблі було розділено між новосформованими флотиліями Верхнього Уругваю та Мату-Гросу. Alagoas був доправлений до Ріо-де-Жанейро у 1890-х і взяв участь повстанні на флоті 1893–94 років.

## Конструювання і опис
Річкові монітори типу «Пара» були створені, аби задовольнити потребу флоту Бразилії у невеликих броньованих кораблях з малою осадкою, спроможних витримувати потужні обстріли. Ця потреба була визначена характеристиками театру бойових дій під час Війни Потрійного Альянсу проти Парагваю. Три побудованих за кордоном монітори, які були у складі бразильського флоту, мали занадто велику осадку, аби діяти на більш мілководних ріках Парагваю. Монітори, як тип корабля були обрані через наявні переваги у маневруванні вогнем баштових кораблів у порівнянні з казематними броненосцями, які також діяли у складі бразильської річкової ескадри. Башта встановлювалась на обертовій платформі, яка оберталась навколо центральної осі. Її обертали чотири члени екіпажу через систему передач. Потрібно було 2.25 хвилини для повного повороту на 360°. Кораблі також отримали бронзовий таран. Корпус був покритий латунню Мунца аби сповільнити його обростанню у тропічних водах.
Кораблі мали у довжину 39 метрів з бімсом у 8,5 метрів. Їх осадка складала приблизно 1,5 метра, а водотоннажність 500 тон. З надводним бортом лише у 30 сантиметрів кораблі мали буксирувати від Ріо-де-Жанейро до району операцій. Їх екіпаж складався з 43 осіб.

### Двигуни
Монітори типу «Пара» мали два парових двигуни прямої дії, кожний з яких приводив у рух 1,3 метровий гвинт. Їх потужність складала 180 індикативних кінських сил, що забезпечувало максимальну швидкість у 8 вузлів (15 км/год) у спокійних водах. Запас вугілля на борту був достатній для денного переходу.

### Озброєння
Перші три корабля були озброєні кожен однією 70-ти фунтовою дульнозарядною нарізною гарматою Вітворта. Наступні кораблі отримали конструктивно аналогічні, але збільшеного калібру 120-фунтові гармати Вітворта. Семидесятифунтова гармата мала максимальний кут підйому у 15°. У гарматах більшого калібру цей кут зменшився через довший ствол. Тому обидва типи гармат мали однакову максимальну дальність стрільби у 5400 метрів. Семидесятифунтова гармата важила 2892, 7 кілограми (8582 фунти) і стріляла 140 міліметровим снарядом вагою 81 фунт (36,7 кг). 178 міліметровий снаряд стодвадцятифунтової гармати важив 151 фунт (68,5 кг), а сама вона — 7 556,8 кілограм (16 660 фунтів)  16 660 фунтів (7 556,8 кг). Незвичайною характеристикою вироблених у Бразилії металевих лафетів була їх здатність повертати стволи гармат вертикально. Це було зроблено для мінімізації розмірів гарматних портів, через які могли потрапити ворожі снаряди чи осколки.

## Будівництво
| Корабель        | Будівник                                   | Закладені     | Спущено на воду | Завершено      | Доля                                        |
| --------------- | ------------------------------------------ | ------------- | --------------- | -------------- | ------------------------------------------- |
| Pará            | Арсенал де Марінья-да-Корт, Ріо-де-Жанейро | 8 грудня 1866 | 21 травня 1867  | 15 червня 1867 | Виведено з експлуатації 1884 року в Ладаріо |
| Rio Grande      | Арсенал де Марінья-да-Корт, Ріо-де-Жанейро | 8 грудня 1866 | 17 серпня 1867  | 3 вересня 1867 | Розібрано лютий 1907 р.                     |
| Alagoas         | Арсенал де Марінья-да-Корт, Ріо-де-Жанейро | 8 грудня 1866 | 29 жовтня 1867  | Листопад 1867  | Розібрано 1900                              |
| Piauí           | Арсенал де Марінья-да-Корт, Ріо-де-Жанейро | 8 грудня 1866 | 8 січня 1868    | Січень 1868    | Розібрано1893                               |
| Ceara           | Арсенал де Марінья-да-Корт, Ріо-де-Жанейро | 8 грудня 1866 | 22 березня 1868 | Квітень 1868   | Розібрано 1884                              |
| Santa Catharina | Арсенал де Марінья-да-Корт, Ріо-де-Жанейро | 8 грудня 1866 | 5 травня 1868   | Червень 1868   | потонув 1882                                |

## Служба

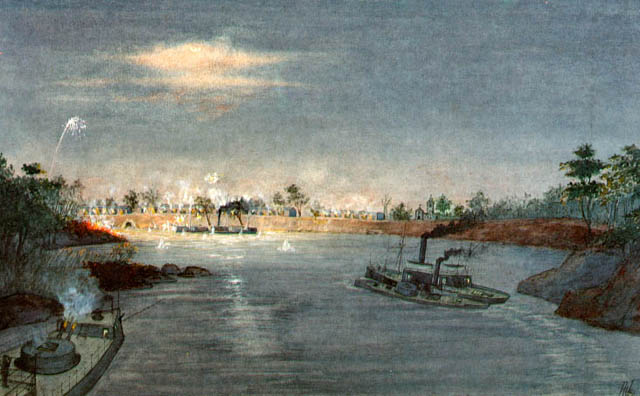
Картина зображує прорив повз Умаїту, де монітор типу Pará прив'язаний до одного з більших броненосців

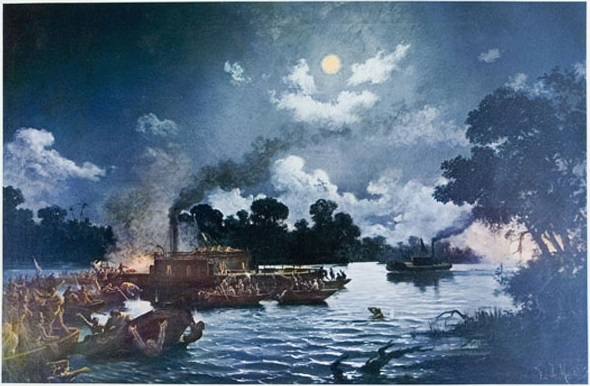
Спроба абордажу броненосця "Баррозо" та монітора "Ріо Гранде" на картині художника Едуардо Де Мартіно (Edoardo De Martino)

Перші три побудовані кораблі Pará, Alagoas та Rio Grande, взяли участь у прориві повз Умаїту 19 лютого 1868. Під час операції всі монітори були прив'язані до більших броненосців на випадок. якщо двигун якогось з кораблів вийде з ладу через обстріл парагвайської артилерії. Barroso з'єднали з Rio Grande, за ними слідували Bahia з Alagoas та Tamandaré з  Pará. І Alagoas, який отримав близько двохсот влучань, і Pará повинні були викинутись на берег після проходу повз фортецю, аби не потонути. Alagoas ремонтували у São José do Cerrito до середини березня, а Pará приєдналась до ескадри під час захоплення міста Laureles 27 лютого. Rio Grande піднялося вгору течією разом з іншими справними кораблями для обстрілу Асунсьону  24 лютого, який втім мав незначний ефект. 23 березня Rio Grande і казематний броненосець Barroso потопили парагвайський пароплав  Igurey. Обидва кораблі спробували захопити на абордаж парагвайські солдати вночі 9 червня, але атаку вдалося відбити.
До завершення війни річкові монітори бомбардували парагвайські позиції та артилерійські батареї, підтримуючи сухопутні війська, зокрема у Агностурі, Тімбо, вздовж річок Тебукіарі (Tebicuary) та Мандувіра (Manduvirá). Після війни кораблі розділили між двома новосформованими флотиліями у Верхньому Уругваї та Мату-Гросу.  Кораблі були розібрані впродовж останніх двох десятиліть 19 століття. Лише Rio Grande поставили у док для реконструкції 1899. Втім роботи на ньому так і не були завершені і корабель урешті-решт розібрали 1907.